# Google Clips
Google Clips — компактная клипсовая камера, разработанная компанией Google. Устройство предназначено для автоматической съёмки интересных моментов с использованием технологий искусственного интеллекта.
Камера анализирует окружающую среду и самостоятельно определяет, когда следует делать фотографию или записывать короткий видеоклип, ориентируясь на движение, выражения лиц и другие визуальные сигналы.

## История
Google Clips была представлена на мероприятии Made by Google 4 октября 2017 года. Продажи начались 27 января 2018 года в США по стартовой цене 249 долларов.
Камера представляла собой компактное устройство с ИИ, способное автоматически записывать короткие видеоролики. Устройство было оснащено мигающим светодиодом, сигнализирующим о процессе записи. Встроенные алгоритмы позволяли камере распознавать интересные или значимые моменты и фиксировать их без участия пользователя.
Камера могла обучаться распознаванию лиц людей, часто попадающих в кадр, чтобы сосредоточиться на съёмке именно этих моментов. Она также автоматически оптимизировала освещение и композицию кадра.
Устройство оснащалось встроенной памятью объёмом 16 ГБ и могло записывать до трёх часов видео. 15 октября 2019 года Google прекратила продажи Clips через официальный магазин Google Store. Тем не менее, программная поддержка устройства продолжалась до конца декабря 2021 года.

## Критика
Издание The Independent назвало Google Clips «впечатляющим маленьким устройством», но выразило обеспокоенность тем, что автоматическая съёмка без участия пользователя может восприниматься как «немного пугающая»
The Verge отметило, что в течение нескольких недель тестирования камере не удалось запечатлеть действительно особенные моменты. Также критике подверглись качество записей и высокая цена, что, по мнению издания, стало одной из причин низкого потребительского интереса к устройству.